# Керролл Кемпбелл
Керролл Ашмор Кемпбелл-молодший (англ. Carroll Ashmore Campbell, Jr.; нар. 24 липня 1940, Грінвілл, Південна Кароліна — пом. 7 грудня 2005, Вест-Колумбія, Південна Кароліна) — американський політик-республіканець, член Палати представників, губернатор Південної Кароліни.

## Біографія
Він був старшим з шести дітей приватного підприємця Керролл Кемпбелл-старшого. Він навчався в Університеті Південної Кароліни у Колумбії, але не закінчив його через фінансові проблем. Він працював як брокер з нерухомості, фермер, керував приватною компанією. У 1970–1974 рр. він був членом Палати представників Південної Кароліни, у 1974 році без успіху намагався стати заступником губернатора штату. У 1976 р. він був обраний членом Сенату Південної Кароліни. З 1979 р. він входив до Палати представників США. У 1980 і 1984 рр. він очолював президентську кампанію Рональда Рейгана у Південній Кароліні, а у 1988 р. — президентську кампанію Джорджа Буша-старшого на півдні США.
У 1987–1995 рр. він працював губернатором Південної Кароліни. 1989 року він координував відповідь штату урагану Г'юго. У 1993–1994 рр. він очолював Національну асоціацію губернаторів. Після відходу з посади губернатора він був дуже популярним (підтримка досягала 70 %) і планував знову стати губернатором на виборах у 2002 р., але відмовився від цього наміру після діагностування у нього хвороби Альцгеймера восени 2001 р. У 1996 р. він був згаданий серед кандидатів на посаду віцепрезидента США від Республіканської партії у парі з Бобом Доулом (зрештою був обраний Джек Кемп). У 1996–2001 рр. він очолював американську Раду страховиків життя.
Останні місяці свого життя провів у центрі для людей з хворобою Альцгеймера, де він помер від серцевого нападу у грудні 2005 р. Він був одружений, мав двох синів.